# Phanoperla flaveola
Phanoperla flaveola är en bäcksländeart som först beskrevs av František Klapálek 1910.  Phanoperla flaveola ingår i släktet Phanoperla och familjen jättebäcksländor. Inga underarter finns listade i Catalogue of Life.